# Sagues de Vinlàndia
Les Sagues de Vinlàndia són dos documents islandesos, la Saga dels grenlandesos i la Saga d'Eric el Roig. Les sagues de Vinlàndia contenen la informació més completa que s'ha trobat sobre l'exploració nòrdica de les Amèriques. No van ser escrites com a mínim fins a 200 anys més tard dels viatges originaris i les dates que contenen sobre les exploracions es contradiuen, però els historiadors creuen que contenen evidència substancial de l'exploració dels vikings de Nord-amèrica. La seva veracitat va ser provada pel descobriment i l'excavació d'un assentament viking a L'Anse aux Meadows, a Terranova, Canadà.

## Descripció
Ambdues sagues contenen històries de viatges nòrdics a Vinlàndia. El nom del territori deriva de "Wineland", que estaria vinculat al descobriment de vinyes que hauria fet Leif Eriksson quan va arribar a Amèrica del Nord.Van ser escrites molt probablement entre 1220 i 1280, i expliquen una acció que cal situar-la entre el 970 i el 1030.

Viatges descrits a les Sagues de Vinlàndia.

Les Sagues de Vinlàndia ofereixen la informació més completa coneguda sobre l'exploració nord-americana per part dels pobles nòrdics, tot i que, a causa de tractar-se de reculls de la tradició oral islandesa, inclouen detalls contradictoris i no es poden considerar històricament exactes. No obstant això, els historiadors generalment creuen que aquestes fonts contenen evidències substancials de l'exploració vikinga d'Amèrica del Nord quan descriuen la topografia, els recursos naturals i la cultura indígena del lloc. Camparant els esdeveniments dels dos llibres, es pot establir un calendari prou realista.
La veracitat de les sagues va ser demostrada pel descobriment d'un jaciment de l'edat vikinga a Terranova. Les investigacions realitzades a principis dels anys seixanta per l'explorador noruec Helge Ingstad i la seva esposa, l'arqueòloga Anne Stine Ingstad, van identificar aquest antic assentament en el lloc de l'actual lloc de L'Anse aux Meadows.